# Valdemar den Unge
|  | Denne medkonge er gravlagt i Sankt Bendts Kirke i Ringsted under navnet Valdemar 3. Må ikke forveksles med Valdemar 3. som var barnekonge i 1300-tallet. |
Valdemar den Unge (ca. 1209 – 28. november 1231) var dansk medkonge 1215-1231. Han var eneste barn af Valdemar Sejr og dronning Dagmar.

## Liv
Ved et stormandsmøde forsamlet på Samsø i 1215 blev han, for at sikre tronfølgen, allerede som seksårig valgt til sin fars medkonge. Samme år blev han hyldet som konge på Viborg Landsting, og i 1218 kronet i Slesvig af sin far ved en stor ceremoni overværet af rigets biskopper.
Den 7. maj 1223 blev Valdemar, sammen med sin far, under en jagt på Lyø taget til fange af en af jagtgæsterne, grev Henrik af Schwerin. De blev siddende i fangenskab i forskellige tyske fangetårne i henved tre år før de blev løskøbt. Først 19. april 1226 blev Valdemar, noget senere end sin far, sat fri. Løsesummen var enorm; dertil var kongens nordtyske imperium brudt sammen i løbet af fangenskabet; og da han forsøgte at genvinde det, led han et afgørende nederlag i 1227 ved Bornhøved i Holsten.
I 1229 blev Valdemar den Unge gift med Eleonore af Portugal, en brordatter af Berengaria; sandsynligvis har man efter Berengarias død i 1221 søgt at bevare tilknytningen til den fyrstekreds, der omfattede de flanderske grever. Eleonore døde i barsel kun 3 måneder før sin mands død.

## Overtro efter ulykken på Røsnæs
Den 28. november 1231 blev Valdemar dræbt under en jagt på Røsnæs, hvor han ved et uheld blev ramt af en armbrøstpil . Ifølge de ældste kilder blev han ramt i en fod eller sit ben. Skuddet har da næppe været dødsårsagen, men snarere en efterfølgende betændelse eller blodforgiftning. I senere kilder angives, at pilen ramte Valdemar i brystet eller i hjertet. Hans far døde ti år senere, og efterfulgtes af sine tre sønner med Berengaria, Valdemar den Unges halvbrødre - de blev konger efter tur, men deres regeringstid på sammenlagt 18 år indledte en lang og sørgelig nedgangsperiode. Ifølge sagnet befalede Valdemar Sejr i sin sorg, at intet træ skulle kaste sin skygge på "den forbandede jord", hvor "Danmarks håb blev dræbt". I gammel tid var Røsnæs dækket af store skove, og da egnen senere blev skovløs, med undtagelse av plantagen yderst på pynten, er det forståeligt, at skovenes forsvinden i folketroen blev knyttet Valdemar den Unges død på egnen. Skoven på Røsnæs blev angiveligt brændt fuldstændig ned, og på grund af Valdemar Sejrs forbandelse kom den ikke tilbage – i sagnet forlød det, at end ikke en torn af den kunne man siden spore. Faktum er i al fald, at alle skovene på Røsnæs er unge, højst 100 år. Dog findes der en gammel troldebøg ca. 75 m. nordøst for Vindekilde. Træet er muligvis Røsnæs’ ældste træ, og ifølge sagnet det eneste træ, der overlevede kongens forbandelse. Det tistammede træ står i brat terræn.
Valdemarsbøgen blev altså stående; men da bøgetræer højst bliver 350 år, er det ikke så troværdigt. Sagnet om Kongebøgen findes da heller ikke i ældre skriftlige kilder, men må være af nyere dato.
Ulykkesstedet er i dag ukendt, bortset fra, at det befandt sig på Røsnæs. Anna Krabbes Sjællandske Antiquiteter fra 1607 beskrev imidlertid, at "der til Amindelse er opreist i Nyrup Lund, som han blev skudt; 4 store Steene, een Mand høj, paa en slet grøn Plads, noget aflang, en af Stenene er stakket siden bleven af Steden forrykt." 
Laurids Kok (1634–1691)  skrev en kæmpevise om begivenheden, påvirket af folketroens tanker om Valdemars død og skovenes forsvinden:
Paa Revsnæs, hvor der stod Eger og Bøg, herefter skal groe Skarns Hundeløg.
I vers 20 og 21 omtaler Kok også to stene, der kendes fra Kalundborgegnens folketro. Blak er navn på en stor sten i Kalundborg Fjord ud for Røsnæsgården. (Navnet kendes også fra en sten ved Røsnæs Strand nær Skambæk Mølle.) Sortensten er en stor sten ude i vandet ved Asnæs Nordstrand, kastet dertil af kæmpen Refs på Røsnes efter kæmpen As på Asnæs - som til gengæld smed Blak efter kæmpen Refs på Røsnæs. Begge stene sagdes at have spor efter kæmpernes fingre; og Sortensten fik sin farve, da kong Valdemar blev dræbt. Så sent som i 1925 påstod man i Kongstrup på Røsnæs, at en sten på stedet stod, hvor Valdemar den Unge var faldet. Sagnet om forbandelsen holdt sig så levende, at en mand blev frarådet at plante frugttræer ved sit hjem på Røsnæs, med ordene: "Husk på stenen derude." 
Syd for vejen mellem Kongstrup og Nostrup på Røsnæs ligger en mindre høj, kaldt Ørehøj eller Ørnehøj. Fra toppen er der vid udsigt over fjorden, og her står bautastenen Kajestenen, også kaldt Kongestenen eller Ørestenen. Kun ét sagn om stenen har overlevet: At den markerer stedet, hvor den unge konge blev dræbt og begravet. I virkeligheden ligger han i Skt. Bendts Kirke i Ringsted.

## Portrættet i Sorø Akademi
Christian 4. skænkede 25 kongeportrætter til Sorø Akademi ved den tid, da han grundlagde byen. Af disse er 17 bevaret, og teksten under portrættet af Valdemar den Unge, som man tænkte sig ham, lyder: "Waldemar - 3 - regerede 12 Aar/bleff skot med en piil i sit bien paa jact i Refsnæs Skow ved Kallingborg huor aff hand døde ANNO 1231 - begraffuen i Ringsted hos sine forældre." 